# 경주시의 시내버스
경주시의 시내버스는 경상북도 경주시를 중심으로 운행하는 대표적인 대중교통이다. 경주시 외에도 일부 노선은 울산광역시나 포항시, 영천시로도 운행하는 것이 특징이다.
과거 신화운수, 한일교통, 제일교통을 비롯한 여러 회사가 운영했으나 2009년 6월 현재  새천년미소가 85개 노선을 모두 운영중이며, 총 169대를 인가받아 159대가 상용 중이다. (예비차 10, 169대 중 입석형태 86, 좌석형태 83)

## 경주시 면허의 버스 노선
- 모든 노선이 새천년미소에서 운행한다.

### 급행버스
| 노선 번호 | 운행구간 | 운행구간 | 운행구간     | 경유지                                                                                                 | 배차 간격 (분) | 비고                                                             |
| --------- | -------- | -------- | ------------ | --- | -------------- | ---------------------------------------------------------------- |
| 1100      | 경주역   | ↔        | 감포종점     | 고속버스터미널ㆍ불국동행정복지센터ㆍ토함산터널ㆍ어일ㆍ나정삼거리ㆍ감포시장                             | 4회            |                                                                  |
| 1150      | 경주역   | ↔        | 양남종점     | 고속버스터미널ㆍ힐튼호텔ㆍ경주월드 ㆍ불국사ㆍ토함산터널ㆍ어일시장앞ㆍ주상절리                          | 3회            |                                                                  |
| 1200      | 경주역   | ↔        | 화성한동타운 | 경주시외버스터미널ㆍ금장삼성아파트ㆍ강동ㆍ안강파출소ㆍ안강LH아파트ㆍ안강우방아파트(경주역 방향만 정차) | 4.5회          | 막차(19시 40분)경주역에서 한동아파트 까지 운행 후 이후 공차 운행 |
| 1600      | 경주역   | ↔        | 부영2단지    | 이조ㆍ입실ㆍ(구)모화역                                                                                 | 5회            |                                                                  |

### 시내버스
| 노선 번호 | 운행구간           | 운행구간 | 운행구간                | 경유지                                                                           | 배차 간격 (분)         | 비고                                                        |
| --------- | ------------------ | -------- | ----------------------- | -------------------------------------------------------------------------------- | ---------------------- | ----------------------------------------------------------- |
| 1         | 어일정류소         | ↔        | 오류3리                 | 장항,범곡 / 권이리,무점                                                          | 2회                    |                                                             |
| 2         | 산내정류소         | ↔        | 감산2리.장사            | 외칠리, 옻밭, 신원 / 내일리, 국민청소년수련마을, 서편, 시다, 태종 / 감산회관     | 장날일때 3회, 그외 2회 |                                                             |
| 2-1       | 산내정류소         | ↔        | 지촌리                  | 방동, 신원, 신원2리, 지촌리                                                      | 장날일때 5회, 그외 3회 |                                                             |
| 15        | 경주시외버스터미널 | ↔        | 보문마을                | 중앙시장, 구 경주역, 월성동, 선덕여고, 분황사, 진평왕릉                          | 2.5회                  | 18번 노선 차량, 607번 노선 차량, 16번 노선 차량 1회 운행    |
| 16        | 경주시외버스터미널 | ↔        | 손곡                    | 경주우체국, 상리마을, 신평, 손곡, 물천, 동산, 현진에버빌, 성동시장               | 6회                    | 평일 아동 1회, 선덕여고 통근 1회 운행. 물천리 매일 1회 운행 |
| 201       | 경주시외버스터미널 | ↔        | 원당마을                | 구 경주역, 황성공원, 강동, 양동입구, 안강시외버스터미널, 산대, 육통              | 일 5회                 |                                                             |
| 203       | 경주시외버스터미널 | ↔        | 독락당                  | 구 경주역, 황성공원, 강동, 양동마을, 안강정류장                                  | 일 10회                | 일반, 좌석 겸용                                             |
| 206       | 경주시외버스터미널 | ↔        | 안강 (두류)             | 황성공원, 강동, 양동입구, 안강정류장                                             | 6회                    |                                                             |
| 210       | 경주시외버스터미널 | ↔        | 산대리 우방, 한동아파트 | 성동시장 동편, 황성공원, 금장, 청령리, 사방리, 안강역                            | 30분                   | 입석 7대                                                    |
| 212       | 경주시외버스터미널 | ↔        | 근계리                  | 성동시장 동편, 황성공원, 강동, 양동입구, 안강정류장                              | 일 6회                 | 8시 20분에 위덕대 경유                                      |
| 217       | 경주시외버스터미널 | ↔        | 왕신리                  | 성동시장 동편, 황성공원, 안강시외버스터미널, 강동, 왕신                          | 일 5회                 | 3월 ~ 5월 31일까지 위덕대 운행                              |
| 222       | 안강정류장         | →        | 안강정류장              | 육통, 우방아파트                                                                 | 5회                    |                                                             |
| 222       | 안강정류장         | →        | 안강정류장              | 한동아파트, 우방아파트                                                           | 5회                    |                                                             |
| 222       | 안강정류장         | →        | 안강정류장              | 강동, 위덕대학교                                                                 | 5회                    |                                                             |
| 230       | 경주시외버스터미널 | ↔        | 남사리                  | 성동시장 동편, 황성공원, 금장, 서경주역, 디자인고등학교, 가정리                  | 26회                   |                                                             |
| 231       | 경주시외버스터미널 | ↔        | 내태리                  | 성동시장 동편, 황성공원, 금장, 서경주역, 가정리, 무과리                          | 일 8회                 |                                                             |
| 232       | 경주시외버스터미널 | ↔        | 나원리                  | 성동시장 동편, 황성공원, 금장                                                    | 일 9.5회               |                                                             |
| 252       | 안강정류장         | →        | 안강정류장              | 강동, 국당, 왕신, 오금                                                           | 11회                   |                                                             |
| 252       | 안강정류장         | →        | 안강정류장              | 대동, 사방, 검단                                                                 | 11회                   |                                                             |
| 252       | 안강정류장         | →        | 안강정류장              | 달성, 다산, 사골, 양동마을                                                       | 11회                   |                                                             |
| 270       | 경주시외버스터미널 | ↔        | 신당3리                 | 경주시외버스터미널, 구 경주역, 황성공원, 신라공고                                | 8회                    |                                                             |
| 271       | 경주시외버스터미널 | →        | 모아회관                | 성동시장 동편, 황성공원, 현진에버빌                                              | 10회                   |                                                             |
| 272       | 경주시외버스터미널 | ↔        | 화산                    | 구 경주역, 황성공원, 동산리,                                                     | 60                     |                                                             |
| 273       | 경주시외버스터미널 | ↔        | 천북 (신당1)            | 성동시장 동편, 황성공원, 청우아파트, 현진에버빌                                  | 10회                   |                                                             |
| 275       | 경주시외버스터미널 | ↔        | 천북 (성지)             | 성동시장 동편, 황성공원, 현진에버빌, 동산리, 갈곡리                              | 8회                    |                                                             |
| 276       | 경주시외버스터미널 | ↔        | 동산                    | 성동시장 동편, 황성공원, 현진에버빌, 동산리                                      | 8회                    |                                                             |
| 277       | 경주시외버스터미널 | ↔        | 천북 (물천)             | 성동시장 동편, 황성공원, 현진에버빌, 동산리, 덕산리                              | 9회                    |                                                             |
| 301       | 성동시장 동편      | ↔        | 아화역                  | 성동시장 동편, 경주고속버스터미널, 충효동, 모량리, 건천, 운대리, 사라리, 아화역, | 14회                   |                                                             |
| 305       | 아화               | ↔        | 북안 (임포)             | 임포 정류장                                                                      | 3회                    | 300번 3회 운행                                              |
| 334       | 성동시장 동편      | ↔        | 건천 (방내)             | 구 경주역, 서라벌대학, 경주대학교, 광명, 모량, 새마을, 중마을                    | 9회                    |                                                             |
| 335       | 성동시장 동편      | ↔        | 건천 (용명)             | 구 경주역, 서라벌대학, 경주대학교, 광명, 모량, 금척, 조전, 건천, 대곡            | 6회                    |                                                             |
| 337       | 성동시장 동편      | ↔        | 건천 (용명)             | 구 경주역, 서라벌대학, 경주대학교, 광명, 모량, 금척, 조전, 건천, 신평, 장시      | 6회                    |                                                             |
| 338       | 성동시장 동편      | ↔        | 건천 (신평)             | 구 경주역, 충효동, 모량리, 건천터미널, 재하, 돈지, 가척                          | 6회                    |                                                             |
| 502       | 경주시외터미널     | ↔        | 덕천                    | 구 경주역, 대릉원, 오릉, 삼릉, 현동(편도), 덕천, 도초(편도), 오릉 이하           | 6회                    |                                                             |
| 505       | 경주시외터미널     | ↔        | 박달                    | 구 경주역, 대릉원, 오릉, 삼릉, 용장, 이조, (비지)                                | 6회                    |                                                             |
| 507       | 경주시외터미널     | ↔        | 안심 구일               | 구 경주역, 대릉원, 오릉, 삼릉, 용장, 이조                                        | 5회                    | 일부 시간때 청도 마을 경유                                  |
| 602       | 경주시외버스터미널 | ↔        | 신계                    | 구 경주역, 동방역, 도지동, 평동, 조양동, 불국사역                                | 3회                    |                                                             |
| 604       | 경주시외버스터미널 | ↔        | 모화역                  | 구 경주역, 옥룡암, 통일전, 동방역, 불국사역, 방어리, 제내리, 입실리              | 4회                    |                                                             |
| 607, 608  | 경주시외버스터미널 | ↔        | 구어, 608 모화          | 구 경주역, 동방역, 불국사역, 죽동리, 입실리                                      | 5회                    | 일부 수봉정,활성,말방회관                                   |

### 좌석버스
| 노선 번호 | 운행구간                | 운행구간 | 운행구간        | 경유지                                                                                      | 배차 간격 (분)                                    | 비고                                                     |
| --------- | ----------------------- | -------- | --------------- | ------------------------------------------------------------------------------------------- | ------------------------------------------------- | -------------------------------------------------------- |
| 12        | 불국사                  | ↔        | 석굴암          | 무정차                                                                                      | 60                                                | 첫차 경주여자정보고등학교 경유                           |
| 18        | 경주시외버스터미널      | ↔        | 암곡동(왕산)    | 구 경주역, 세무서, 소방서, 북군동, 보문단지, 경주월드                                       | 일 7회                                            |                                                          |
| 100       | 경주시외버스터미널      | ↔        | 감포            | 구 경주역, 경주월드, 장항리(한수원 본사있는 동네), 어일리, 전촌리                           | 25분                                              |                                                          |
| 100-1     | 경주시외버스터미널      | ↔        | 감포 (오류)     | 구 경주역, 보문단지, 경주월드, 장항리(한수원 본사있는 동네), 어일리, 감은사지, 나전리, 감포 | 8회                                               | 여름 휴가철에만 100번 노선을 연장하여 운행               |
| 130       | 문무대왕면              | →        | 문무대왕면      | 어일, 기림사                                                                                | 12회                                              |                                                          |
| 130       | 문무대왕면              | →        | 문무대왕면      | 어일, 송전,(죽전)                                                                           | 12회                                              |                                                          |
| 130       | 문무대왕면              | →        | 문무대왕면      | 어일, 대본, 감포                                                                            | 12회                                              |                                                          |
| 130       | 문무대왕면              | →        | 문무대왕면      | 어일, 용동                                                                                  | 12회                                              |                                                          |
| 150       | 경주시외버스터미널      | ↔        | 양남 (하서)     | 분황사, 경주월드,장항리,(한수원 본사있는 동네)어일리, 감은사지, 봉길리, 나아리              | 60                                                |                                                          |
| 150-1     | 경주시외버스터미널      | ↔        | 양남 (하서)     | 분황사, 보문단지, 경주월드,장항리(한수원 본사있는 동네), 어일리, 감은사지, 봉길리, 나아리   | 3회                                               |                                                          |
| 151       | 양남 (하서)             | ↔        | 양남 (상라)     | 읍천리, 나아리, 나산리                                                                      | 일 3회                                            | 154번 노선 차량이 운행                                   |
| 152       | 양남 (하서)             | ↔        | 양남 (상계)     | 관성, 수렴리, 서동리                                                                        | 일 4회                                            | 150번, 154번 차량이 운행                                 |
| 154       | 양남 (하서)             | ↔        | 외동 (입실)     | 환서리, 기구리, 석읍리, 효동리                                                              | 일 10회                                           |                                                          |
| 160       | 감포                    | →        | 양남            | 나아, 대본                                                                                  | 8회                                               |                                                          |
| 200       | 경주시외버스터미널      | ↔        | 기계정류장      | 황성공원, 현진에버빌, e편한세상APT, 강동, 양동입구, 안강정류장, 노당리, 내단리              | 4회                                               |                                                          |
| 202       | 경주시외버스터미널      | ↔        | 두류1리         | 황성공원, 강동, 양동입구, 안강정류장                                                        | 5회                                               | 막차 207번으로 운행                                      |
| 205       | 경주시외버스터미널      | ↔        | 안강 (하곡)     | 황성공원, 강동, 양동입구, 안강정류장, 위덕대                                                | 5회                                               | 장날 일부 영천 오룡리 운행 일부 위덕대 경유              |
| 207       | 경주시외버스터미널      | ↔        | 안강 (강교 2리) | 황성공원, 용강동, 강동, 안강정류장                                                          | 7회                                               |                                                          |
| 208       | 경주시외버스터미널      | ↔        | 안강 (강교 1리) | 황성공원, 용강동, 강동, 안강정류장                                                          | 5회                                               |                                                          |
| 260       | 경주시외버스터미널      | ↔        | 위덕대학교      | 구 경주역, 시청, 강동                                                                       | (평일) 일 21회, (토, 일요일, 공휴일, 방학)일 13회 | 막차(22:20)일 때 황성공원, 서라벌 여중, 구 경주역        |
| 300-1     | 성동시장 동편           | ↔        | 아화역          | 성동시장 동편, 무열왕릉, 율동, 모량리, 건천, 아화역                                         | 5회                                               | 2회 천촌 경유 1회 임포 경유                              |
| 302       | 성동시장 동편           | ↔        | 아화역          | 성동시장 동편, 무열왕릉, 모량리, 건천, 아화역                                               | 6회                                               | 4회 도계 경유                                            |
| 303       | 성동시장 동편           | ↔        | 도리            | 구 경주역, 충효동, 모량리, 건천, 아화리, 심곡리,아화역                                      | 6회                                               |                                                          |
| 330       | 성동시장 동편           | ↔        | 화곡,망성       | 무열왕릉, 율동, 망성리, 화곡리, (덕천리)                                                    | 9회                                               |                                                          |
| 332       | 성동시장 동편           | ↔        | 학동 비지       | 구 경주역, 충효동, 경주대학교, 광명                                                         | 9회                                               |                                                          |
| 350       | 성동시장 동편           | ↔        | 산내정류장      | 구 경주역,성동시장, 충효동, 경주대학교, 건천                                                | 30-50                                             |                                                          |
| 351       | 성동시장 동편           | ↔        | 우라            | 성동시장, 충효동, 경주대학교, 건천, 산내정류장                                              | 5회                                               |                                                          |
| 352       | 성동시장 동편           | ↔        | 일부            | 구 경주역,성동시장, 충효동, 경주대학교, 건천, 산내정류장                                    | 6회                                               |                                                          |
| 355       | 성동시장 동편           | ↔        | 언양터미널      | 구 경주역,성동시장, 충효동, 경주대학교, 건천, 산내, 대현, 궁근정, 상북면주민센터            | 4회                                               |                                                          |
| 500       | 경주시외버스터미널      | ↔        | 봉계            | 구 경주역, 대릉원, 오릉후문, 삼릉, 용장, 노곡, (월산)                                       | 30-40                                             |                                                          |
| 506       | 경주시외버스터미널      | ↔        | 내남 (명계)     | 구 경주역, 신라오릉, 탑동, 포석정, 용장리, 노곡리                                           | 9회                                               |                                                          |
| 508       | 경주시외버스터미널      | ↔        | 외동 (입실)     | 구 경주역, 오릉, 탑동, 포석정, 용장리, 노곡리                                               | 5회                                               | 154번 돌려쓰기                                           |
| 600       | 경주시외버스터미널      | ↔        | 효청보건고      | 구 경주역, 동방역, 불국사역, 죽동리, 입실리, 모화역                                         | 13                                                |                                                          |
| 601       | 경주시외버스터미널      | ↔        | 북토            | 구 경주역, 동방역, 도지, 불국사역, 경주여자정보고등학교, 시동                               | 7회                                               |                                                          |
| 603       | 경주시외버스터미널      | ↔        | 제네            | 구 경주역, 동방역, 불국사역, 방어리, 순지, 지초                                             | 7회                                               |                                                          |
| 605       | 경주시외버스터미널      | ↔        | 석계            | 구 경주역, 동방역, 불국사역, 입실리, 모화리, 문산리                                         | 18회                                              | 일부 수봉정,활성,말방회관 / 일반 겸용. 600번돌려쓰기     |
| 609       | 경주시외버스터미널      | ↔        | 녹동            | 구 경주역, 동방역, 불국사역, (구매마을, 수봉정, 활성, 말방회관), 입실리, 모화리, 석계리     | 6회                                               | 수봉정, 활성 3회                                         |
| 1000      | 경주월드.캘리포니아비치 | ↔        | 포항경주공항    | 경주시외버스터미널                                                                          | 3회                                               | 보문관광단지 경유 포항경주공항의 비행기 시간에 맞춰 운행 |

### 순환버스
| 노선 번호 | 운행구간           | 운행구간 | 운행구간           | 경유지 | 배차 간격 (분) | 비고                               |
| --------- | ------------------ | -------- | ------------------ | --- | -------------- | ---------------------------------- |
| 10        | 경주시외버스터미널 | →        | 경주시외버스터미널 | 선덕여고, 분황사, 보문단지, 불국사, 통일전, 박물관 | 28회           | 일반 1대 외선순환                  |
| 11        | 경주시외버스터미널 | →        | 경주시외버스터미널 | 박물관, 통일전, 불국사, 보문단지, 분황사, 선덕여고 | 28회           | 일반 1대 내선순환                  |
| 31        | 경주시외버스터미널 | →        | 경주시외버스터미널 | 중앙시장, 대릉원, 구 경주역, 황성공원, 금장, 하구리, 상구리, 충효동 | 9회            | 외선순환                           |
| 40        | 문화고등학교       | →        | 화랑마을           | 문화고, 문화중.고교입구, 서라벌대학교, 경주고속버스터미널, 중앙시장, 경주여고사거리, 동국대병원, 석장동, 화랑마을                                                                                        | 30~115분(18회) | 내선순환                           |
| 41        | 문화고등학교       | →        | 동국대학교         | 문화고, 문화중.고교입구, 서라벌대학교, 경주고속버스터미널, 중앙시장, 대구은행, 성동시장, 시립도서관, 금장교서편, 동국대학교                                                                              | 40~70분(18회)  | 외선순환                           |
| 50        | 경주역             | →        | 용강주공아파트     | 경주역, 광명마을, 신경주대학교, 문화중.고교입구, 신라고등학교, 경주고속버스터미널, 중앙시장, iM뱅크경주영업부, 경주우체국, 성동시장, 용강사거리, 용강초교, 용강주공아파트                                | 20~40분        | 외선순환                           |
| 51        | 경주역             | →        | 용강주공아파트     | 경주역, 광명마을, 신경주대학교, 문화중.고교입구, 신라고등학교, 경주고속버스터미널, 중앙시장, iM뱅크경주영업부, 경주우체국, 성동시장, 용강사거리, 용강초교, 용강주공아파트                                | 20분           | 내선순환                           |
| 60        | 경주역             | →        | KCC스위첸아파트    | 무열왕릉, 고속터미널, 대릉원. 첨성대, 황남동, 구 경주역, 시청, 용강주공, 현진에버빌, 황성공원 | 70분(11회)     | 외선순환                           |
| 61        | 경주역             | →        | KCC스위첸아파트    | 무열왕릉, 고속터미널, 대릉원. 첨성대, 황남동, 구 경주역, 황성공원, 현진에버빌(국민체육), 용강주공, 시청, 구 경주역                                                                                       | 70분(11회)     | 내선순환                           |
| 70        | 경주역             | →        | 선주아파트         | 신경주대학교, 충효동, 고속터미널, 중앙시장, 구 경주역, 동천동, 경주시청 | 77회           | 내외선순환                         |
| 234 333   | 경주시외버스터미널 | →        | 상곡3리 고란종점   | 234번:대구사거리, 성동시장, 시립도서관, 계림중학교, 오류, 오목골, 지일, 서경주역, 상구3리.가목동 333번:경주초등학교, 송화도서관, 알마을 고란종점                                                         | 5회 5.5회      | 234번 8시 20분 디자인고등학교 경유 |
| 700       | 경주역             | ↔        | 감포종점           | 고속터미널, 구 경주역, 동궁과월지, 분황사, 보문단지, 민속공예촌, 불국사, 장항리(한수원 본사있는 동네), 어일리, 감은사지, 나전리, 감포                                                                    | 4회            |                                    |
| 710       | 경주역             | →        | 경주월드           | 광명마을, 신경주대학교, 문화중.고교입구, 서라벌대학교, 경주고속버스터미널, 천마총후문, 팔우정, 동궁과 월지, 분황사, 복군삼거리, 한화리조트, 보문관광단지, 더케이호텔, 신라밀레니엄파크, 엑스포, 경주월드 | 12회           |                                    |
| 711       | 경주역             | →        | 불국역.불국로타리  | 광명마을, 신경주대학교, 문화중.고교입구, 서라벌대학교, 경주고속버스터미널, 천마총후문, 팔우정, 동궁과 월지, 선덕여왕릉, 통일전, 통일전삼거리, 불국역.불국로타리                                          | 10회           |                                    |

## 인접 시·군 노선
| 지역 | 노선                                  |
| ---- | ------------------------------------- |
| 울산 | 112 · 402 · 412 · 482 . 701. 708. 712 |
| 포항 | 206 · 600 · 800                       |
| 영천 | 753                                   |

## 운임
2025년 7월 1일 기준으로 입석 · 좌석버스의 기본 운임은 다음과 같다.
| 종류 | 나이                    | 현금 (원) | 카드 (원) |
| ---- | ----------------------- | --------- | --------- |
| 좌석 | 어른 (만 19세 이상)     | 1,500     | 1,450     |
| 좌석 | 청소년 (만 13세 ~ 18세) | 1,200     | 1150      |
| 좌석 | 어린이 (만 6세 ~ 12세)  | 800       | 750       |
| 일반 | 어른 (만 19세 이상)     | 1,500     | 1,450     |
| 일반 | 청소년 (만 13세 ~ 18세) | 1,200     | 1,150     |
| 일반 | 어린이 (만 6세 ~ 12세)  | 800       | 750       |

※단일요금제이다.

### 환승제도
2016년 1월 21일부터 시내버스 무료환승 제도가 도입되었다. 교통카드를 사용하여 하차 후 30분 이내 다른 노선의 버스로 갈아탈 경우 1회에 한해 무료 적용된다.
1. 현금승차 또는 동일 노선은 무료환승 제외
2. 여러명 환승시 카드소지자 1인에 한하여 무료 환승 (1인 1카드사용)
3. 인근 지역인 포항시의 시내버스, 영천시의 시내버스, 울산광역시의 시내버스와 환승이 되지 않는다.

## 사진

정류장 표지판 (신형)
정류장 표지판 (구형)
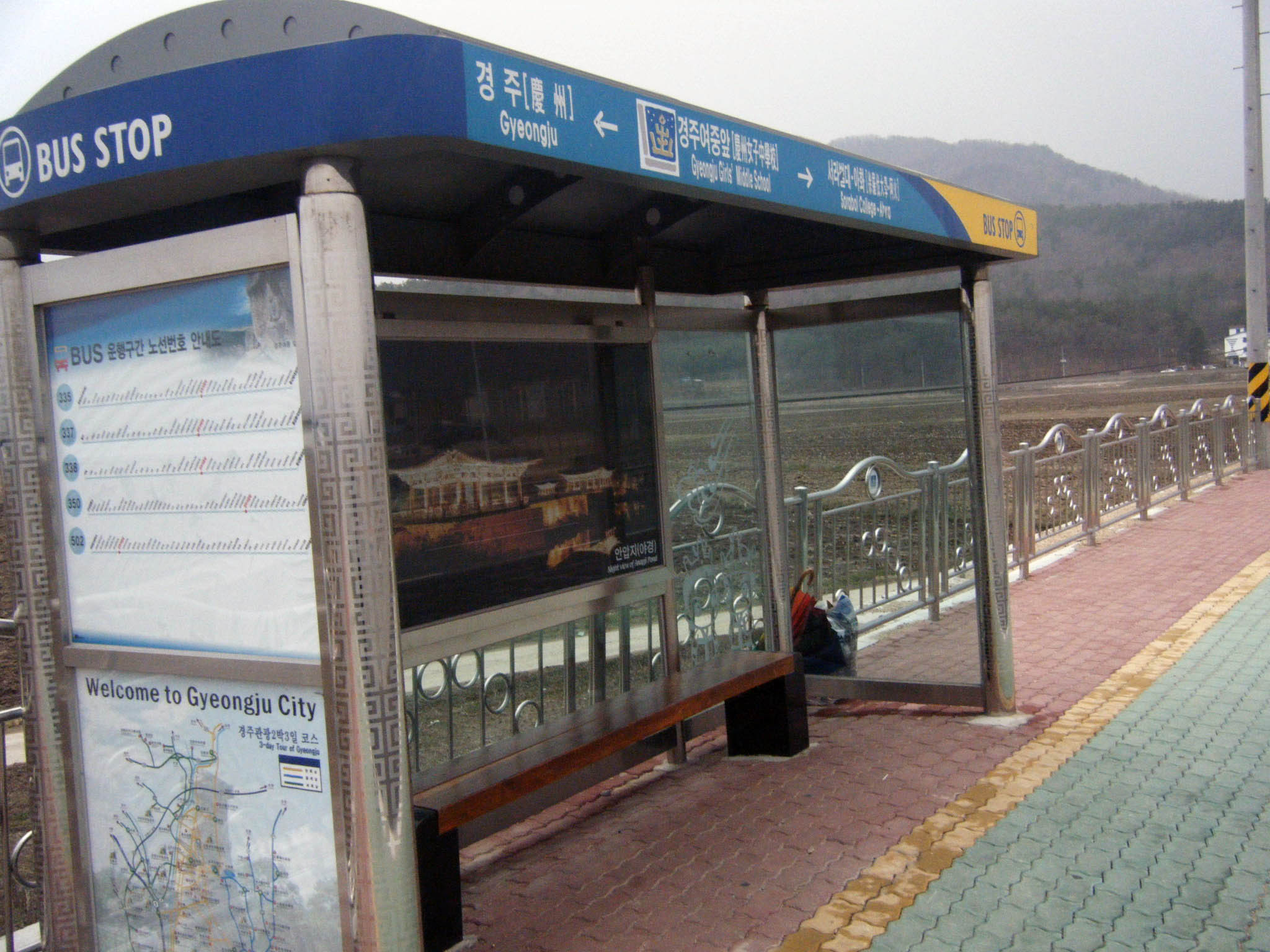
캐노피형 정류장